# Coral Browne
Coral Browne, född 23 juli 1913 i Melbourne, Victoria, död 29 maj 1991 i Los Angeles, Kalifornien, var en australiskfödd brittisk skådespelerska.
Browne var en veteran på teaterscenerna i London och filmade endast sporadiskt. Medan hon turnerade med Royal Shakespeare Company i Sovjetunionen träffade hon den avhoppade brittiske spionen Guy Burgess. Berättelsen om deras möte blev en TV-film, An Englishman Abroad (1983) med Alan Bates i rollen som Burgess. Coral Browne belönades med en BAFTA som bästa skådespelerska i rollen som sig själv.
Från 1974 fram till sin död var Browne gift med skådespelaren Vincent Price.
Browne ligger begravd på Hollywood Forever Cemetery.

## Filmografi (urval)
- The Amateur Gentleman (1936)
- Flygmalajen till sjöss (1940)
- Hennes italienske älskare (1961)
- Måste vi döda syster George? (1968)
- The Theatre of Blood (1973)
- An Englishman Abroad (1983: TV-film)